# Bol'šoj Ussurijskij

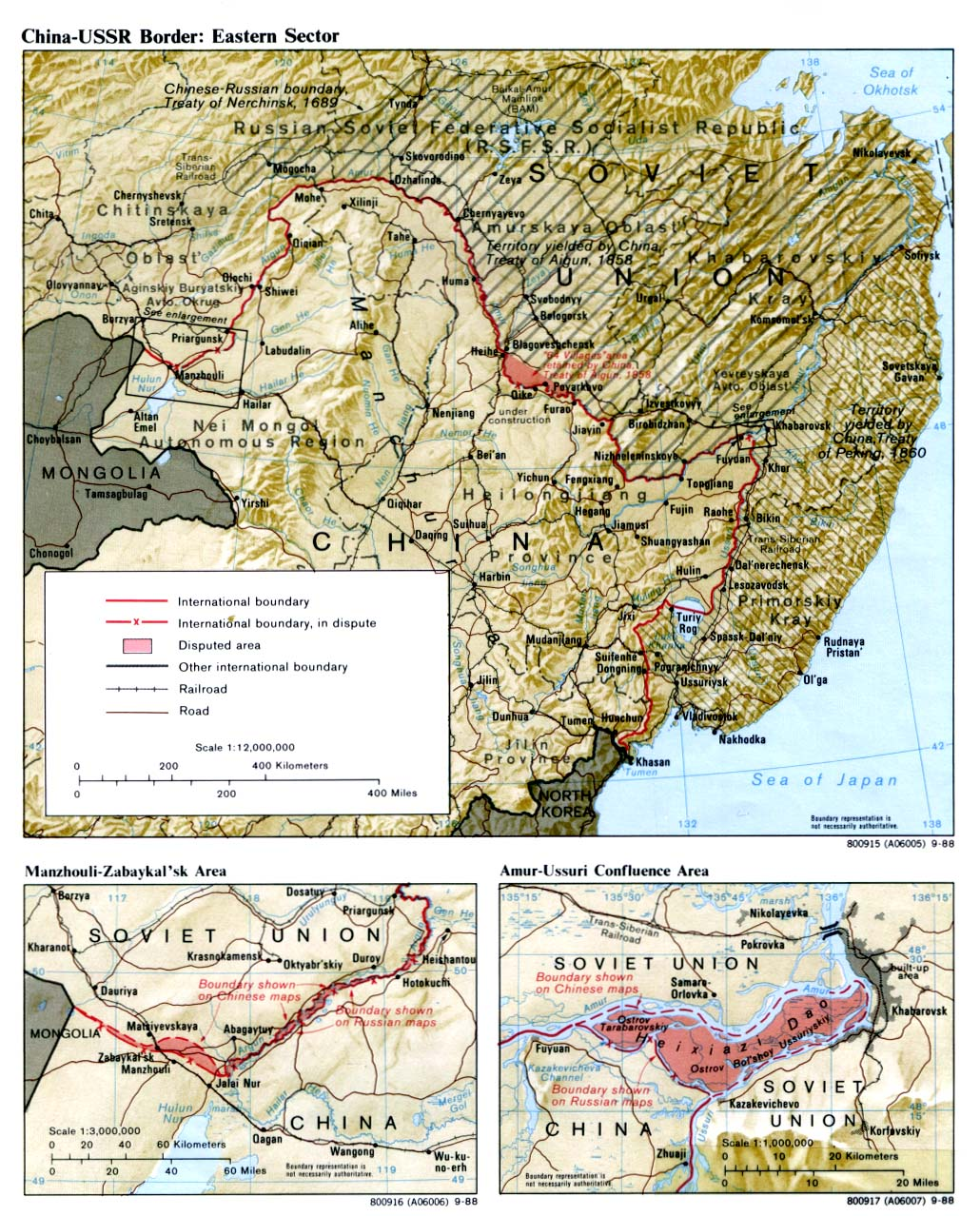
I confini contesi prima del 2004. In basso a destra l'isola Bol'šoj Ussurijskij

L'isola Bol'šoj Ussurijskij (in russo о́стров Большо́й Уссури́йский?) o isola Heixiazi o Heziazi (cinese tradizionale: 黑瞎子島; cinese semplificato: 黑瞎子岛; pinyin: Hēixiāzi Dǎo) è un'isola fluviale sedimentaria che si trova alla confluenza del fiume Ussuri nell'Amur. La sovranità sull'isola è, dal 2008, divisa tra la Russia e la Cina.

## Geografia
L'area dell'isola dipende dal livello dell'acqua nel fiume: va dai 327 ai 350 km². A nord l'isola è bagnata dal corso principale del fiume Amur, a nord-ovest è separata dall'isola cinese di Yínlóngdǎo (in russo Тарабаров?, Tarabarov) dal canale Prjamaja (acque interne della Cina), a sud-ovest confina con il canale Kazakevičevoj (acque interne della Cina), a est (in territorio russo) confina con il canale Amurskaja.
La parte orientale dell'isola fa parte dei confini della città di Chabarovsk, dove si trova il villaggio di Ussurijskij (628 abitanti nel 2008). Il 23 ottobre 2013 è stato inaugurato un ponte sul canale Amurskaja, che collega l'isola con la città.

## Storia
La disputa sul controllo dell'isola tra Russia e Cina va avanti dal 1860: il confine tra gli stati era tracciato lungo il fiume Amur, che non apparteneva a nessuno, e lo status delle isole era incerto. L'Unione Sovietica aveva invaso l'isola nel 1929. Dal 1964 la proprietà dell'isola era contesa dalla Repubblica Popolare Cinese. La disputa si è protratta fino al 2004, quando i due Paesi hanno ridefinito i confini, mentre l'accordo è divenuto effettivo quattro anni più tardi: la Russia ha ceduto alla Cina la parte occidentale (e pressoché disabitata) dell'isola oltre alla vicina isola Tarabarov (divenuta Yinlong), per un totale di circa 174 km².
Nell'agosto 2023, il servizio cartografico dello stato cinese ha rilasciato una nuova serie di mappe geografiche in cui l'intero territorio dell'isola Bol'šoj Ussurijskij' è indicato come appartenente alla RPC. Inoltre, l'isola stessa viene indicata come il punto più orientale del paese.